# ハッブル体積

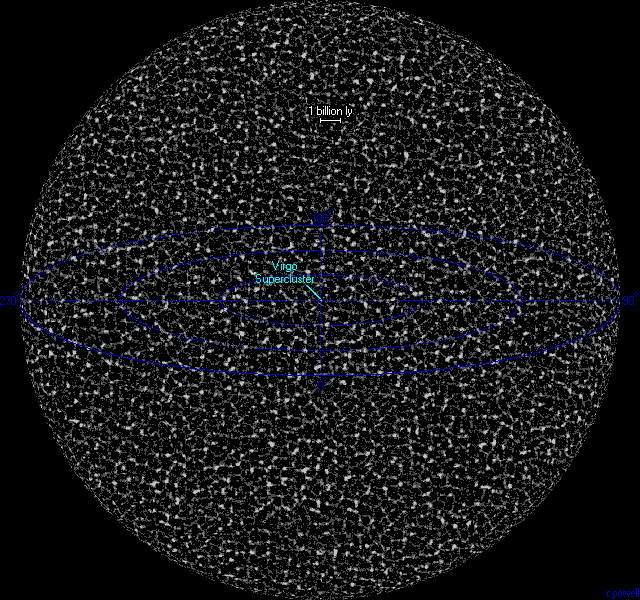
ハッブル体積に含まれる3次元の宇宙の大規模構造を示す。この尺度では、数多くの超銀河団は微粒子のように見える。おとめ座超銀河団—天の川のある超銀河団—は、ハッブル体積の中心にあるが、小さすぎて見えない。

ハッブル体積（ハッブルたいせき、Hubble volume）とは、観察者を中心として、宇宙膨張の後退速度が光速未満となる宇宙の体積である。
ハッブル球(Hubble sphere)、ハッブル球殻とも。ハッブル球の外側の天体は空間膨張に合わせて光速を超えた速度で観察者から離れて行くため、観察者が光速でハッブル球の外側の天体に向かったとしても天体は遠ざかるように見え、永遠に辿り着くことはできない。従って、超光速航法や超光速通信が可能でない限り、観察者にとってはハッブル球の外側との通信すら不可能であり、天体などが過去に発した光や重力波に含まれる情報しか触れられないことになる。

## 数学的説明
宇宙物理学では、現在のハッブル体積は、地球を中心とした共動半径{\displaystyle c/H_{0}}の球面の内側の領域である。{\displaystyle c} は光速、{\displaystyle H_{0}}は"現在"のハッブル定数である。一般に、ハッブル体積という言葉は、{\displaystyle 4\pi (c/H_{0})^{3}/3}程度の体積からなる任意の空間を指す。

## 宇宙の膨張速度の変化
距離{\displaystyle c/H_{0}}はハッブル距離あるいはハッブル半径として知られている。それは標準宇宙模型(en:Lambda-CDM model)では138億光年と推定されており、{\displaystyle c}と宇宙の年齢(en:age of the universe)の積より、やや大きい値である。このため、それぞれの銀河の後退速度は、ビッグバン以来一定であるという仮説を外挿すると、{\displaystyle 1/H_{0}}は宇宙の年齢を示す。実際のところ、後退速度は、最初のうちは重力により減速し、現在はダークエネルギーにより加速している。ゆえに、{\displaystyle 1/H_{0}}は、たんなる宇宙の年齢の近似値である。2006年のエイプリルフールにarXivに投稿された論文は、この近似式を元にしている。
ハッブル距離は宇宙の事象の地平線よりも内側にあり、ハッブル距離よりも外側にある天体も地球から観測されている。